# 松江共和物産
松江共和物産株式会社（まつえきょうわぶっさん）は、化粧品・日用品を卸していた企業である。現株式会社PALTAC中四国支社松江支店。

## 変遷
1921年（大正10年）。米田洋三郎が、松江市東本町で小さな荒物店を営み、ホウキ、はし、竹ざるなどを売ったことに始まる。
1947年（昭和22年）には資本金80万円で有限会社を設立、荒物問屋としてスタートする。
1963年（昭和38年）には資本金330万円に増資。この年に米田英一が社長に就任する。その時はまだ従業員は10人程度であった。昭和30年代は、「ホープスター」という三輪車が一台、大八車とリアカーが数台あるだけだった。市内にあった倉庫から、荷物をリアカーで集め回ったものでした。得意先には、市内なら自転車の後にリヤカーを付け、遠方なら鉄道便を利用して出荷した。高度経済成長期の波に乗り、山陰一円に販売網を広げた。量販店やチェーンストアーは問屋を通さず直接取引システムに変わりつつあった。
1970年（昭和45年）3月、日用品雑貨卸売りのボランタリチェーンの西日本共和物産に加盟した。同組織は広島に本部があり、中・四国・近畿に8社、九支店を持つグループ会社であった。共同仕入れにより、良い品が早く、安くしかも安定供給できるようなトータルコストダウンできるようになった。同社の倉庫は市内の津田、田町、米子町、東本町など十数か所に点在していたのを、1971年（昭和46年）松江市の商業団地(嫁島町)に移転させ、倉庫機能の充実、物流センターを確立させる。この事で陰陽を結ぶ製造ー配送ー販売ー流通パイプは太く堅固になった。経済安定期に米子・鳥取に営業所を開設する。
1977年（昭和52年）にコンピュータを導入、体制の合理化と販売事務管理強化を行う。しかし、山陰を取り巻く経済環境が厳しさを増し、パルタック（パルタックKS→Paltac→現・PALTAC）の傘下となり、合併への道のりを歩む。

## 2006年11月までの大株主
- 米田真治 27.2％
- 松江共和物産持株会 25.0％
- 米田卓郎 12.4％
- 米田邦三 8.5％
- 米田郁子 5.9％

## 営業所
- 鳥取営業所 鳥取市賀露町280番地3
- 益田営業所 益田市高津町8丁目7番20号

## 沿革
- 1921年 初代米田洋三郎が、荒物金物の販売を営む「米田商店」を松江市東本町に開業
- 1947年 資本金200万円で「有限会社米田商店」に商号変更
- 1963年3月 資本金330万円で「有限会社米田洋三郎商店」に商号変更
- 1970年3月 ボランタリーチェーン「西日本共和物産」(本部・広島市)に加盟
- 1971年9月　鳥取県米子市に「米子営業所」開設
- 1971年5月 本社を松江市嫁島町商業卸団地に移転、資本金800万円で「松江共和物産株式会社」に改組
- 1974年2月　年商10億円を達成
- 1976年4月 鳥取県鳥取市行徳に「鳥取営業所」開設
- 1976年2月　年商20億円突破
- 1977年3月 コンピュータ導入 、販売事務管理体制強化
- 1979年10月 鳥取県鳥取市湖山町に「鳥取営業所」を新築移転
- 1981年3月 年商31億円
- 1985年3月 年商41億円
- 1987年7月 資本金を1,000万円に増資
- 1989年2月 益田市高津町8丁目7番20号に「益田営業所」開設
- 1989年4月 オフコンをレベルアップ
- 1989年3月 年商53億円
- 1990年3月 年商60億円
- 1992年3月 年商72億円
- 1993年9月 コンピュータ棚割システム導入
- 1994年2月 オフコンをレベルアップ
- 1994年3月 年商84億円
- 1995年8月 クライアント/サーバ型のパソコンLAN導入
- 1996年3月 年商91億円
- 1997年10月 本社を島根県雲南市加茂町岩倉43-2に新築移転
- 1997年10月 本社にイントラネット導入・無線LANによる、入荷・検品・格納システム導入・無線LANによる、ピースピッキングシステム導入
- 1999年8月 インターネット接続
- 2000年3月 無線LANによる、ケースピッキングシステム開発・導入
- 2000年8月 商圏・市場分析システム導入
- 2000年10月 ホームページ開設
- 2001年3月 年商96億円
- 2001年8月 新入荷システム（自社開発）稼動
- 2002年2月 鳥取営業所を鳥取市賀露町に移転
- 2003年3月 新ピースピッキングシステム（自社開発）POPS稼動
- 2006年3月 代表取締役に米田卓郎が就任
- 2006年12月26日 全株式を大阪府の「株式会社パルタック」に譲渡し、「西日本共和グループ」から離れ「メディセオ・パルタックホールディングスグループ」の子会社となる
- 2006年12月28日 西日本共和から除名
- 2007年5月14日 パルタックを存続会社とする合併契約締結
- 2007年7月1日 パルタックと合併し松江共和物産は解散、旧本社はパルタック中国支社松江支店となる

（以後、パルタック（現・PALTAC）へ）　

## PALTAC本社
- 大阪府大阪市中央区本町橋2-46

## 主要取引メーカー
- プロクター・アンド・ギャンブル・ジャパン（株）
- ライオン（株）
- 王子ネピア（株）
- ユニ・チャーム（株）
- 大日本除虫菊（株）
- 小林製薬（株）
- 旭化成ホームプロダクツ（株）
- 大王製紙（株）
- パナソニック（株）
- ユニリーバ・ジャパン（株）

## 販売先
ドラッグストア、コンビニエンスストア、ホームセンター、GMS等

## 営業地域
- 島根県・鳥取県・兵庫県北西部・岡山県北部